# Samba Kebe
Samba Kébé, né le 4 décembre 1987, est un joueur français international de futsal.

## Biographie

### Avec Garges Djibson
Sambé Kébé commence par jouer au football traditionnel. À la suite d'une journée de détection, il intègre l'ASC Garges Djibson futsal où il côtoie notamment Wissam Ben Yedder.
En finale de la Coupe de France 2014-2015, Kébé réduit la marque pour son équipe qui s'incline contre le Sporting Paris (2-1).
Fin avril 2016, Samba Kébé est déjà l'auteur de 28 buts en Division 1, ce qui fait alors de lui le troisième meilleur buteur (meilleur français) du championnat, auxquels s'ajoutent seize passes décisives. 
Au début de la 2017-2018, à la suite du titre de champion de France, Garges et Kebe participent pour la première fois à la Coupe de l'UEFA. Samba joue son premier match européen le 12 octobre 2017 et une défaite 4-6 contre le club kosovar du FC Liburni Gjakovë (en).
À l'été 2018, Kébé et son équipe La Toho, dont fait partie Adrien Gasmi, remportent l'étape française de la coupe du monde F5WC en foot indoor.
Au quotidien, Kébé est employé au service des sports de Montmagny, avec qui il trouve des accommodements pour sa carrière de « futsaleur » et où il évolue aussi dans le club de football (PH).

### En équipe de France
Samba Kébé joue son premier match UEFA avec l'équipe de France de futsal le 14 janvier 2015 et une victoire 5-1 contre Saint-Marin en tour préliminaire de l'Euro 2016.
En 2017, Samba Kébé débute toutes les rencontres qualificatives pour l'Euro 2018 sur le banc. Fin septembre 2017, en match de barrage retour en Croatie, après le match nul (1-1) à l'aller, les Bleus gagnent à l'extérieur avec un but de Kébé (4-5). En janvier 2018, Samba fait partie de l'équipe de France de futsal au championnat d'Europe 2018, la première à participer à un tournoi international.
Le 20 juin 2018, Kébé compte 36 sélections en équipe de France de futsal et deux buts inscrits.
Lors du tour principal des éliminatoires pour le Mondial 2020 et après une victoire contre la Belgique (5-3), Kébé ouvre le score contre la Suisse pour assurer la première qualification pour le Tour élite des qualifications de l'histoire (3-1),. Il marque à nouveau une fois dans le troisième match et la défaite face à la Serbie. Les Bleus terminent deuxièmes.
À l'été 2020, Kébé compte près de 50 sélections en équipe de France.

## Palmarès
- Championnat de France (1)
  - Champion : 2017
  - Vice-champion : 2016

- Coupe de France
  - Finaliste : 2015 et 2016